# Толе-бі (Шуський район)
То́ле-бі (каз. Төле би) — село, центр Шуського району Жамбильської області Казахстану. Адміністративний центр Толебійського сільського округу.
У радянські часи село називалося Новотроїцьке.
Населення — 19771 особа (2021; 19000 у 2009, 17860 у 1999, 16847 у 1989).